# واق الماكاسر

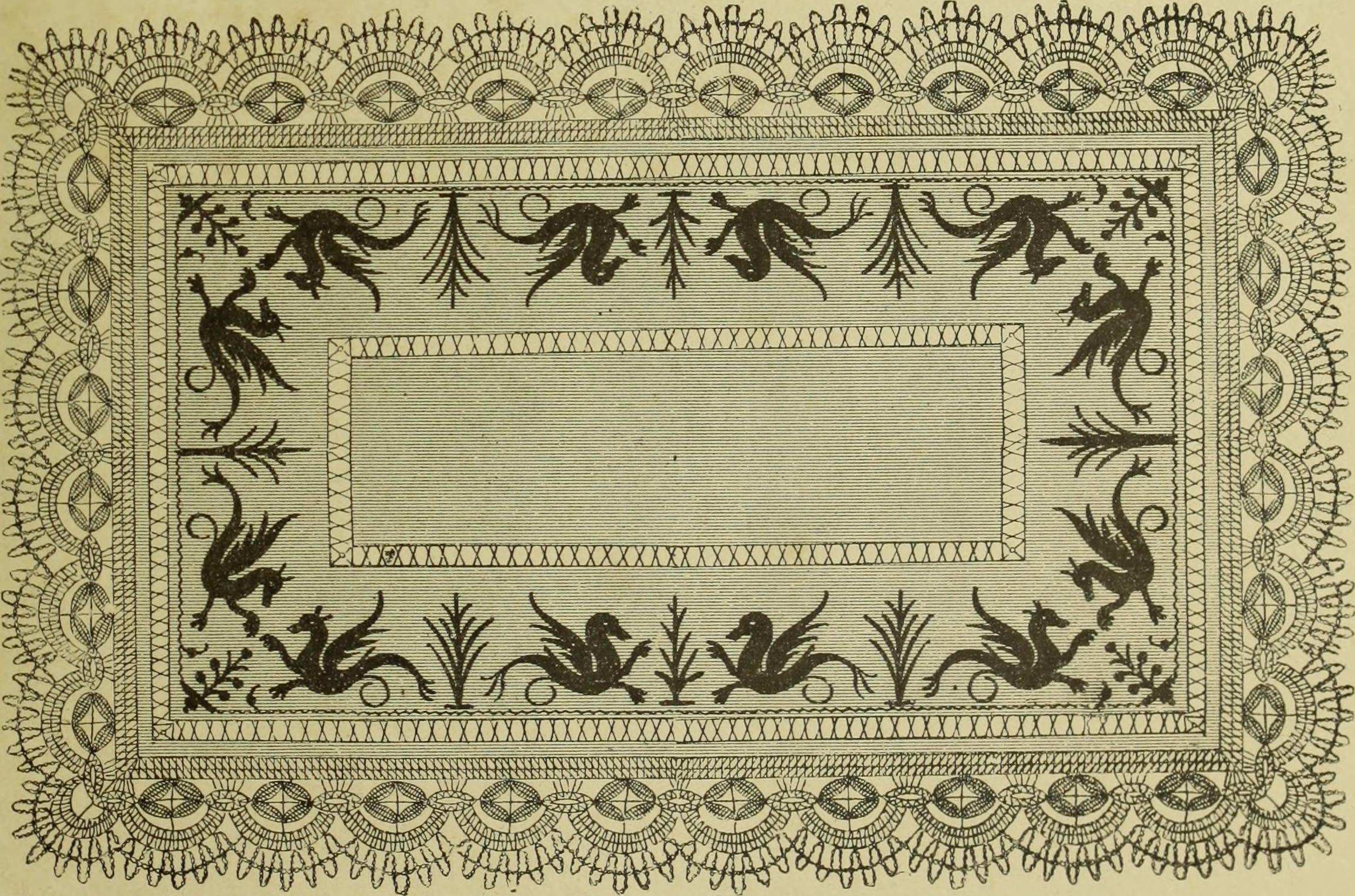
واق ماكاسر قماشي مطرز.

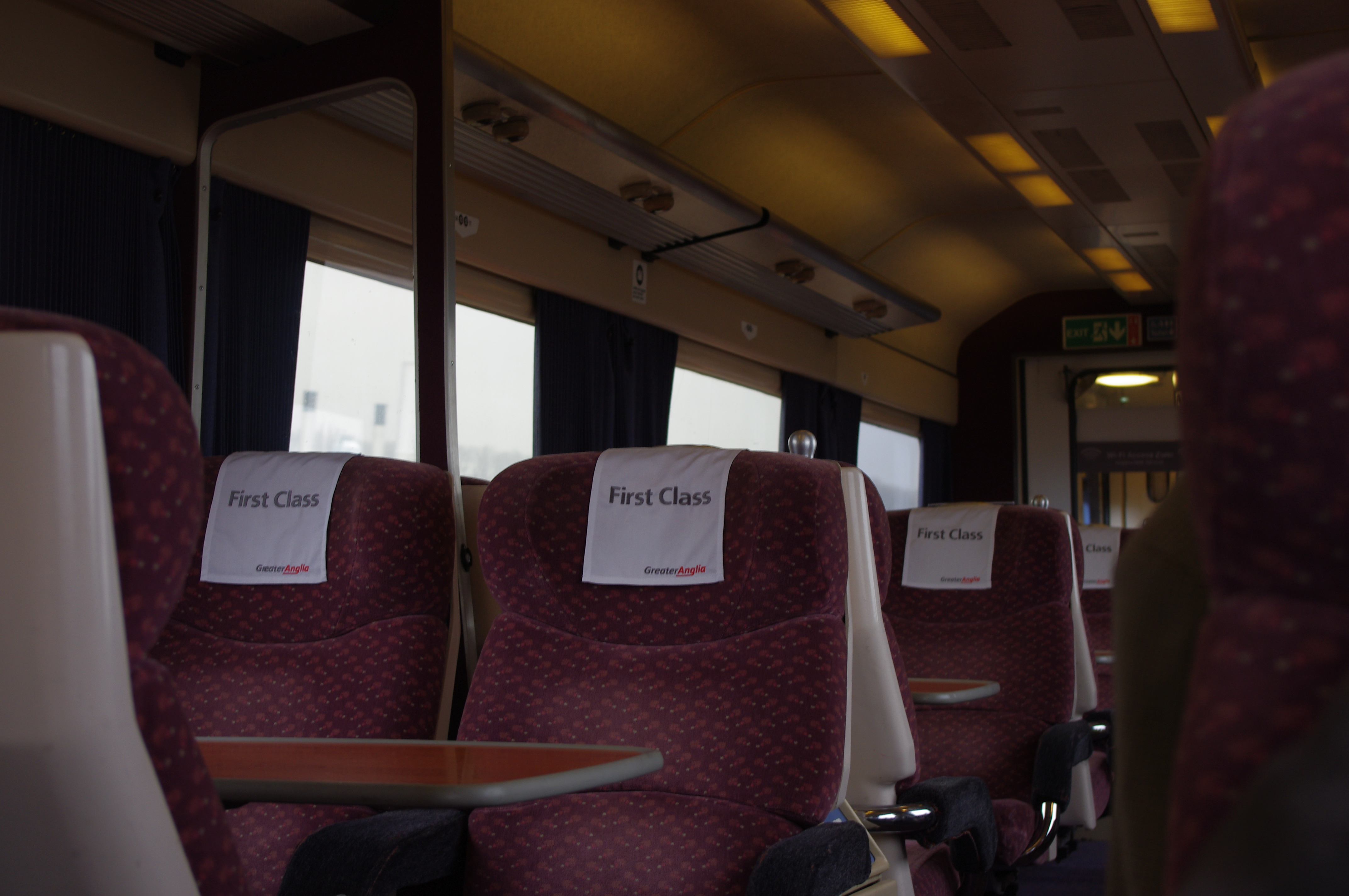
واق الماكاسر على المقاعد في عربة القطار.

واق الماكاسر (بالإنجليزية: Antimacassar)هو قطعة صغيرة من القماش تُوضع على ظهر المقاعد أو ذراعيها، أو على مسند الرأس في الأرائك أو على الوسائد عليها، والغرض منها هو حماية القماش الدائم الوجود من البقع.[بحاجة لمصدر] كما يشير الاسم أيضًا إلى ياقة ملابس البحارة والتي كانت تُحاك بملابسهم لحمايتها من بقع زيت الماكاسر.
إن زيت الماكاسر هو مرهم للشعر شاع استخدامه بين الرجال في بدايات القرن التاسع عشر. وصف الشاعر بايرون هذا الزيت بـ «زيت الماكاسر الذي لا مثيل له». انتشرت موضة تصفيف الشعر بالزيت بشدة في العصر الفيكتوري والإدواردي حتى أن ربات البيوت بدأن في تغطية أيادي وظهر المقاعد للحفاظ على تنجيد المقاعد من البقع والاتساخ. وفي حوالي 1850، بدأ الإشارة إلى هذه القطع القماشية باسم واقيات الماكاسر. وتم وضع واقايات الماكاسر في المسارح بداية من 1865. 
توفرت أشكال ونقوشات كثيرة من واقايات الماكاسر وأصبحت موجودة في مجموعات تتماشى مع بعضها تحتوي على واقايات الماكاسر بالإضافة إلى إكسسوارات الأثاث المختلفة. صنعت واقايات الماكاسر منزليًا بالكروشيه أو غيره من الطرق كما كان يُمكن شراؤها. صُنعت واقايات الماكاسر الأصلية بالكروشيه الأبيض غير المرن، ولكن في الربع الثالث من القرن العشرين، أصبحت الواقايات أبسط وأنعم، فأصبحت عادة من القماش المطرز بنقشة بسيطة من الصوف أو الحرير.
في مطلع القرن العشرين، كانت واقيات الماكاسر قد ارتبطت بشدة في عقول الناس بالعصر الفيكتوري حتى أنها أصبحت كلمة تشير تلقائيًا للعصر الفيكتوري، وامتد هذا لفترة قصيرة. 
كما يُوضع واق الماكاسر الآن على مساند الرأس في مقاعد وسائل النقل التجارية مثل القطارات، والحافلات، وخاصة الطائرات وذلك لإطالة عمر الأقمشة المُستخدمة فيها.